# Kuchinoerabujima
Kuchinoerabujima (口永良部島) e uma pequena ilha vulcânica localizada nas Ilhas Ōsumi, Japão.

## Características

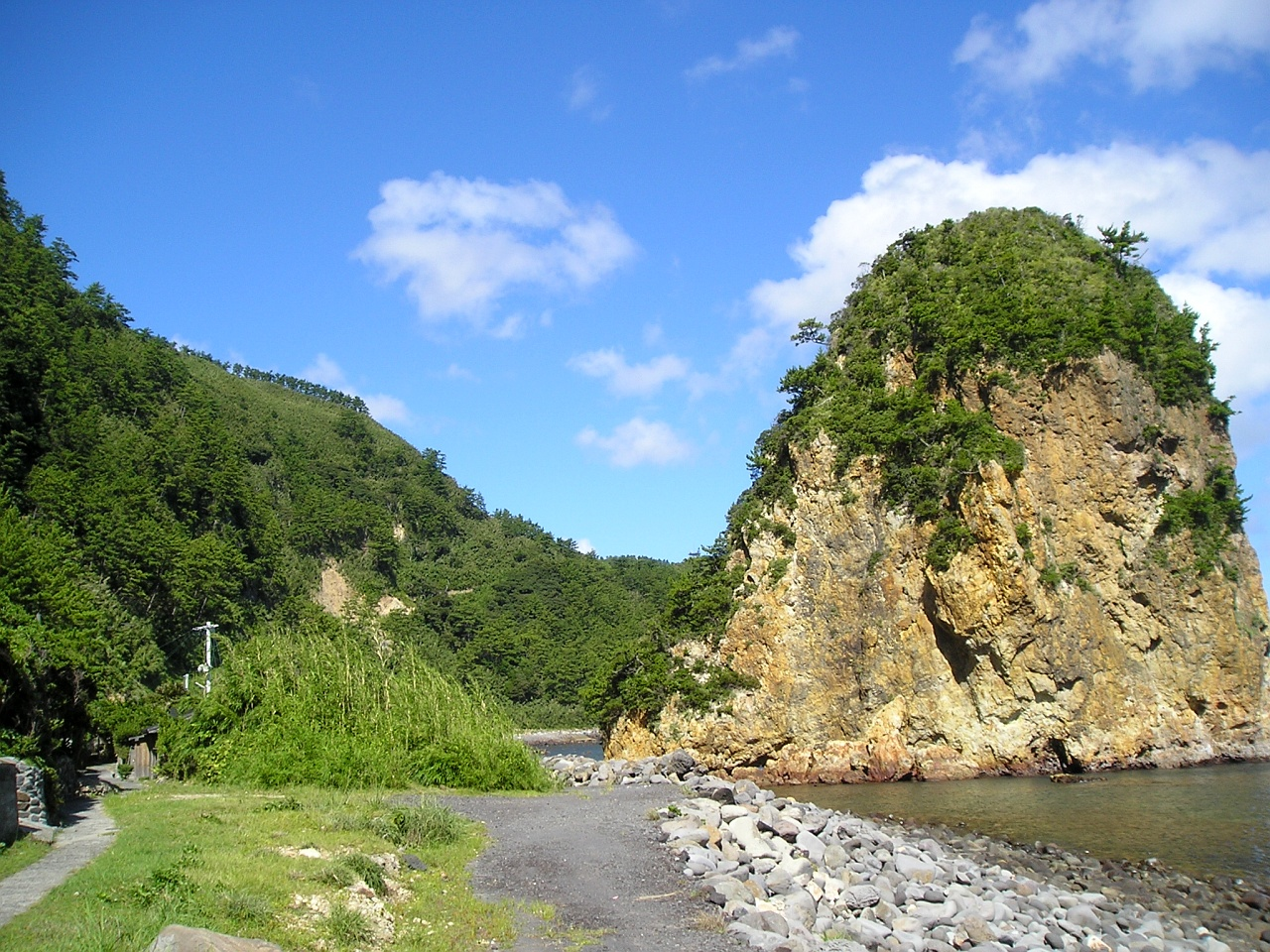
Visualização aérea de Kuchinoerabujima

Kuchinoerabujima é uma ilha vulcânica pertencente ao arquipélago das Ilhas Ōsumi, propriedade da Prefeitura de Kagoshima com o governo local, que está localizado a 15 km a leste.
A ilha possui uma área de 38 km², um comprimento de 12 km e uma largura de 5 km. O clima é subtropical.  Está localizada no centro da Província de Tochigi, a 130 km de distância da cidade no litoral sul. A população da ilha é de cerca de 170 pessoas. Possui um tráfego regular, não há ligação aérea. É governada por Yakushima e Kagoshima. A ilha é de surgimento vulcânico, tipo estratovulcão. A ilha é a maior montanha vulcânica Furudake (altitude de 657 metros), a nordeste de Shindake (de 640 metros). Possui as seguintes afluentes: Nemachi-no tategami, Nosaki-no tategami, Nemachi Onsen, Onsen Nishinoyu e Yumuki Onsen. Kuchinoerabujima é atualmente o último local por onde desapareceu o poeta americano Craig Arnold, que estava visitando a ilha em abril de 2009, realizando uma pesquisa para o seu próximo livro relativo a vulcões.

## Erupções
Na erupção ocorrida em 24 de dezembro de 1933, uma aldeia a nordeste de Shindake foi destruída, 8 pessoas morreram e 26 ficaram feridas. Na última erupção em 1980, crateras múltiplas da explosão apareceram ao longo dos 800 metros compostos por fendas ao norte-sul, na encosta leste da Shindake.